# 1997–1998-as olasz labdarúgókupa
Az olasz kupa 51. kiírása. A kupát a Lazio nyerte meg, másodszor.

## Eredmények

### Első forduló
| 1. csapat        | Eredmény  | 2. csapat        | 1. mérk. | 2. mérk. |
| ---------------- | --------- | ---------------- | -------- | -------- |
| Brescello        | 5–2       | Lucchese         | 4–1      | 1–1      |
| Cesena           | 0–1       | Lecce            | 0–0      | 0–1      |
| Ancona           | 2–3       | Pescara          | 2–1      | 0–2      |
| Chievo           | 1–2       | Castel di Sangro | 0–0      | 1–2      |
| Atletico Catania | 0–4       | Verona           | 0–1      | 0–3      |
| Palermo          | 1–2       | Reggina          | 1–2      | 0–0      |
| Savoia           | 1–3       | Perugia          | 0–0      | 1–3      |
| Fidelis Andria   | 5–3       | Padova           | 2–1      | 3–2      |
| Cosenza          | 2–3       | Foggia           | 0–0      | 2–3      |
| Nocerina         | 3–3 (ig.) | Cagliari         | 2–2      | 1–1      |
| Como             | 4–5       | Torino           | 4–2      | 0–3      |
| Treviso          | 1–4       | Reggiana         | 1–2      | 0–2      |
| Monza            | 1–2       | Genoa            | 1–1      | 0–1      |
| Cremonese        | 1–5       | Ravenna          | 0–1      | 1–4      |
| Salernitana      | 1–2       | Bari             | 1–1      | 0–1      |
| Carpi            | 0–1       | Venezia          | 0–1      | 0–0      |

### Második forduló
A fordulóban csatlakozó csapatok: Atalanta, Bologna, Brescia, Empoli, Fiorentina, Internazionale, Juventus, Lazio, Milan, Napoli, Parma, Piacenza, Roma, Sampdoria, Udinese, Vicenza.
| 1. csapat        | Eredmény  | 2. csapat      | 1. mérk. | 2. mérk. |
| ---------------- | --------- | -------------- | -------- | -------- |
| Brescello        | 2–5       | Juventus       | 1–1      | 1–4      |
| Lecce            | 3–2       | Empoli         | 2–1      | 1–1      |
| Pescara          | 3–3 (ig.) | Vicenza        | 0–1      | 3–2      |
| Castel di Sangro | 1–4       | Fiorentina     | 0–2      | 1–2      |
| Roma             | 7–4       | Verona         | 5–3      | 2–1      |
| Reggina          | 2–6       | Udinese        | 1–2      | 1–4      |
| Perugia          | 4–4 (ig.) | Napoli         | 3–2      | 1–2      |
| Fidelis Andria   | 2–6       | Lazio          | 0–3      | 2–3      |
| Foggia           | 2–4       | Internazionale | 0–1      | 2–3      |
| Cagliari         | 4–4 (ig.) | Piacenza       | 3–2      | 1–2      |
| Torino           | 3–4       | Sampdoria      | 2–1      | 1–3      |
| Milan            | 2–0       | Reggiana       | 0–0      | 2–0      |
| Genoa            | 3–4       | Atalanta       | 3–0      | 0–4      |
| Ravenna          | 2–7       | Bologna        | 0–5      | 2–2      |
| Bari             | 2–1       | Brescia        | 1–0      | 1–1      |
| Venezia          | 4–5       | Parma          | 3–2      | 1–3      |

### Nyolcaddöntő
| 1. csapat  | Eredmény | 2. csapat      | 1. mérk. | 2. mérk.  |
| ---------- | -------- | -------------- | -------- | --------- |
| Juventus   | 3–0      | Lecce          | 2–0      | 1–0       |
| Fiorentina | 3–2      | Pescara        | 1–0      | 2–2       |
| Udinese    | 3–4      | Roma           | 2–2      | 1–2       |
| Lazio      | 4–3      | Napoli         | 4–0      | 0–3       |
| Piacenza   | 1–3      | Internazionale | 0–3      | 1–0       |
| Milan      | 5–3      | Sampdoria      | 3–2      | 2–1       |
| Atalanta   | 7–5      | Bologna        | 3–1      | 4–4 (hu.) |
| Parma      | 3–1      | Bari           | 2–1      | 1–0       |

### Negyeddöntő
| 1. csapat  | Eredmény  | 2. csapat      | 1. mérk. | 2. mérk. |
| ---------- | --------- | -------------- | -------- | -------- |
| Fiorentina | 2–2 (ig.) | Juventus       | 2–2      | 0–0      |
| Lazio      | 6–2       | Roma           | 4–1      | 2–1      |
| Milan      | 5–1       | Internazionale | 5–0      | 0–1      |
| Parma      | 2–1       | Atalanta       | 1–0      | 1–1      |

### Elődöntő
| 1. csapat | Eredmény  | 2. csapat | 1. mérk. | 2. mérk. |
| --------- | --------- | --------- | -------- | -------- |
| Milan     | 2–2 (ig.) | Parma     | 0–0      | 2–2      |
| Juventus  | 2–3       | Lazio     | 0–1      | 2–2      |

### Döntő

#### Első mérkőzés
| 1998. április 8. | Milan    | 1 - 0 | Lazio | San Siro, Milánó Nézőszám: – Játékvezető: Livio Bazzoli |
| 1998. április 8. | Weah 90' | (0–0) |       | San Siro, Milánó Nézőszám: – Játékvezető: Livio Bazzoli |

#### Második mérkőzés
| 1998. április 29. | Lazio                                         | 3 - 1 | Milan         | Stadio Olimpico, Róma Nézőszám: – Játékvezető: Fiorenzo Treossi |
| 1998. április 29. | Gottardi 55' Jugović 62' (11-esből) Nesta 65' | (0–0) | 46' Albertini | Stadio Olimpico, Róma Nézőszám: – Játékvezető: Fiorenzo Treossi |

Összesítésben a Lazio nyert (3–2).
| Az 1997–1998-as olasz labdarúgókupa győztese: |
| --------------------------------------------- |
| Lazio 2. cím                                  |

## Lásd még
Serie A 1997–1998

Serie B 1997–1998